# Какао
Вижте пояснителната страница за други значения на Какао.
Какао (на латински [kaˈkaʊ]) са наричани семената на какаовото дърво Theobroma cacao или направеният от тях прах. Какаото е един важен продукт за експорт на много развиващи се страни и служи във втечнена форма за направата на шоколада. Какао се нарича и питието приготвено от какаов прах, мляко и захар. Думата какао идва от езика на ацтеките – науатъл. Произходът е от тамошната дума cacahuatl, което значи какаово зърно и от там е произлязло испанското cacao.
Една от основните съставки на сладкарството.

## История
Историята на отглеждането на какаото започва в Средна Америка. Ацтеките познавали растението от 14 век и то било свещено за тях. На него се гледало като подарък от бог Кетцалкоатъл и било много ценено. Зърната, получени от неговия плод, били ползвани не само за обредни пожертвования, а и за платежно средство. Какаовите зърна били ползвани за направата на едно леко люто питие с много подправки, което нямало много общо с вкуса на днешното какао. Името на питието било произлязло от богът Xocóatl. Маите приготвяли питието от вода, какао, царевица, ванилия и смлени чили чушки. Когато испанските конкистадори през 1519 г. превзели Мексико и подчинили ацтеките, те открили много бързо кафявото злато. В съкровищните камери на Монтесума II, последния ацтекски цар, испанците намерили 25 хиляди стотници какао. Като се има предвид че по онова време един роб струвал около 100 какаови зърна, това било огромно съкровище.
- Какаовите плодове служат за храна на населението в Бразилия от много векове. Ацтеките употребявали тези плодове за приготвяне на питие, което наричали шоколатъл.
- Продуктите на какаото са пренесени в Европа през XVI в. от испанците.
- Какаото на прах като подправка и храна представлява преработените плодове на какаовото дърво от семейство Стеркулиеви. То е вечнозелено, високо до 8 м. Среща се диворастящо в Централна и Южна Америка. Култивира се главно в Америка и Африка.
- За да се получи какао на прах, едрите плодове се подлагат на ферментация, след което се отделят семената. Последните съдържат 3% фосфати, 5% гуми и нишесте, 50% липиди (глицериди на палмитиновата, стеариновата и олеиновата киселина), стероли (витамин В), 8 – 10 % протеини, до 10% катехини, 1 – 2% алкалоиди, антоциани и др. След ферментацията семената се преработват фабрично, като се отстранява семенната обвивка, в която алкалоидът теобромин е 1%. Останалата част представлява семенното ядро, което се смила, за да се получи паста; от нея по-нататък се произвеждат шоколади, бонбони, какаово масло и суров какаов прах. Тъй като този суров какаов прах е неразтворим във вода, той се подлага на обработване с натриев хидрокарбонат, след което се добива какаов прах, означен като „екстра“. При третиране на суровия прах с амониев карбонат се получава прах с по-ниско качество – „златен“.
- Прахът от какаото е кафяв, със специфичен приятен аромат и горчив вкус. Доброкачественият какаов прах трябва да образува суспензия, която в продължение на 2 минути и не бива да се утаява.
- Какаото на прах се пази в добре затворени съдове от стъкло или порцелан. Не е за препоръчване съхранението му в пластмасови съдове, тъй като етеричното масло лесно се изпарява. Съхранява се при температура 20 °C.
- На пазара се срещат няколко вида какао на прах, смесено с различни видове брашна (напр. соево, жълъдово и др.). От тях с оглед на хранителната им стойност за препоръчване е соево-какаовата смес (40% натурален какаов прах и 60% соево брашно).
- Благодарение на теостеролите, които се съдържат в какаото на прах и които в организма могат да се превърнат във витамин О, то е полезна храна за деца и болни. В него се намира голямо количество калциев оксалат, който дразни паренхима на бъбреците; не трябва да се употребява при бъбречни заболявания. Приемат се 2 – 4 чаени лъжички на ден, 2 – 3 пъти седмично.